# Islāmpur (ort i Indien, Västbengalen)
Islāmpur är en ort i Indien.   Den ligger i distriktet Uttar Dinajpur och delstaten Västbengalen, i den nordöstra delen av landet, 1 100 km öster om huvudstaden New Delhi. Islāmpur ligger 70 meter över havet och antalet invånare är 55 691.
Terrängen runt Islāmpur är mycket platt. Runt Islāmpur är det tätbefolkat, med 683 invånare per kvadratkilometer. Islāmpur är det största samhället i trakten. Trakten runt Islāmpur består till största delen av jordbruksmark.